# Morze Baffina
Morze Baffina (ang. Baffin Bay, fr. Baie de Baffin) – morze w Arktyce leżące pomiędzy Grenlandią na wschodzie, Ziemią Baffina na zachodzie, Wyspą Ellesmere’a i wyspą Devon na północy. Na południu łączy się z Oceanem Atlantyckim za pośrednictwem Cieśniny Davisa, natomiast na północy – z Oceanem Arktycznym za pośrednictwem kilku cieśnin:
- Cieśnina Smitha
- Cieśnina Robesona
- Cieśnina Lancastera

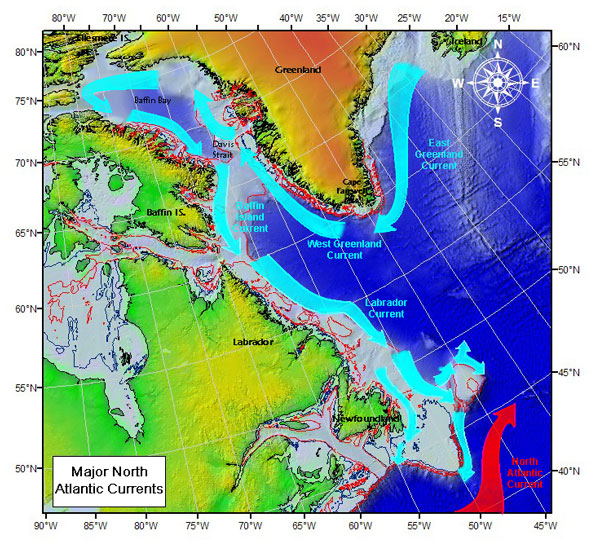
Główne północnoatlantyckie prądy morskie

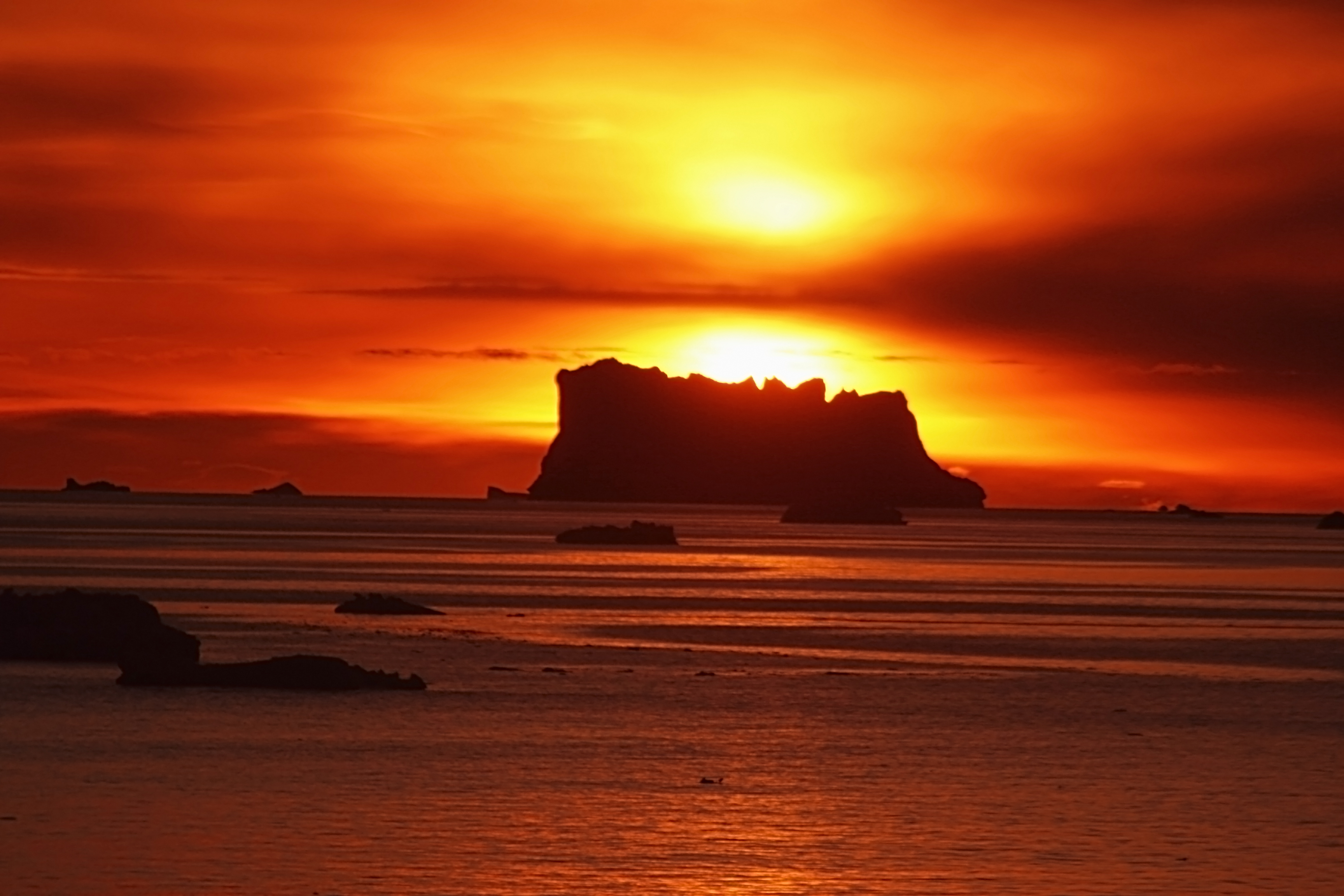
Zachód słońca nad Morzem Baffina

Morze Baffina jest pokryte lodem od jesieni do wiosny. Przez cały rok licznie występują na nim góry lodowe. Akwen został odkryty i skartowany w 1616 przez kpt. Roberta Bylota. Nazwa morza pochodzi od nazwiska angielskiego żeglarza Williama Baffina.
Ze względu na surowe warunki Morze Baffina jest praktycznie nieużytkowane gospodarczo. Stanowi przedmiot zainteresowania geologów.

## Połynia na Morzu Bafina
Między majem a lipcem (czasami już w kwietniu) na północnym krańcu zatoki tworzy się znaczący obszar żeglownej otwartej wody (połynia), co przypisuje się stosunkowo ciepłemu Prądowi Grenlandzkiemu. Latem zajmuje powierzchnię około 80 000 km² (31 000 mil²), co czyni ją największą połynią w kanadyjskiej Arktyce. Obejmuje ona Cieśninę Smitha pomiędzy Wyspą Ellesmere’a a Grenlandią. Polinia ta ma stabilne położenie i istnieje co najmniej od 9 000 lat. Po raz pierwszy została opisana w 1616 roku przez Williama Baffina, a w XVIII i XIX wieku wielorybnicy nadali jej nazwę North Water.